# You and Me (Babe)
Ultima traccia dell'album Ringo (1973) dell'eponimo batterista britannico, You and Me (Babe) venne composta da George Harrison e Mal Evans. Il primo era un membro dei Beatles, entrato nella band nel febbraio 1958, mentre l'ultimo era considerato il tuttofare del gruppo.

## Il brano

### Storia e composizione
George Harrison fu il beatle più addentro nella realizzazione dell'album Ringo di Ringo Starr, il batterista dei Fab Four. Infatti, suona la chitarra e talvolta canta in quattro canzoni del 33 giri, I'm the Greatest, Photograph, Sunshine Life for Me (Sail Away from Raymond) e You and Me (Babe); negli ultimi tre titoli, il chitarrista è anche coinvolto nella composizione di essi.
Klaus Voorman, amico dei Beatles dai tempi del loro primo soggiorno ad Amburgo (1960), aveva consigliato a Ringo di chiudere il suo LP con un ringraziamento ai musicisti che lo avevano aiutato maggiormente, nello stesso stile del Concert for Bangla Desh.
Nel marzo 1973, quando iniziarono le sessions per Ringo a Los Angeles, Harrison ed Evans condivisero una casa, dove scrissero questo brano. Il roadie aveva scritto dei versi di quella che lui chiamava "una canzone meditativa", e chiese a George di aiutarlo con la melodia, cosa che quest'ultimo fece con l'ausilio di un pianoforte
.
Comparata da Ian Inglis con le beatlesiane Sgt. Pepper's Lonely Hearts Club Band e Good Night, differisce da queste per la presenza di frasi rivolte direttamente agli ascoltatori ("[noi due]... siamo alla fine del nostro incontro"); inoltre, si accenna all'atmosfera allegra delle sedute di LA. Alla fine del pezzo, Ringo afferma che "la notte sta finendo" e che deve ringraziare coloro che hanno contribuito alla realizzazione dell'album: parte con i tre principali musicisti apparsi sull'album, ovvero Voorman, Jim Keltner e Nicky Hopkins, per poi spostarsi sugli altri tre Beatles, ovvero Harrison, John Lennon e Paul McCartney, per poi passare al produttore Richard Perry, Bill Schnee (il fonico dell'LP), Vini Poncia (con lui ha scritto due brani dell'album, Oh My My e Devil Woman) e "chiunque altro abbia partecipato alla registrazione". Infine, augura personalmente la buonanotte alla sua audience.

### Registrazione
La traccia di base di You and Me venne registrata ai Sunset Sound Recorders in una data che va collocata tra il 5 ed il 27 marzo 1973. La line-up era formata da Ringo Starr (batteria (strumento musicale)), George Harrison (chitarra elettrica), Vini Poncia (chitarra acustica), Klaus Voorman (basso elettrico) e Nicky Hopkins (piano elettrico). George, con un incoraggiamento da parte di Ringo, suona un assolo, descritto da Alan Clayson come un abile obbligato.
In seguito, venne sovraincisa una parte di marimba, suonata da Milt Holland, e, dopo aver confermato la decisione di rendere You and Me la traccia conclusiva dell'LP, un'orchestra. Questa consisteva in dei corno, arrangiati (e suonati) da Tom Scott, e da archi, arrangiati da Jack Nitzche; gli strumenti vennero sovraincisi rispettivamente il 12 maggio ai Sunset ed il 29 maggio ai Warner Bros. Record di Burbank.

### Pubblicazione ed accoglienza
Ringo venne pubblicato dalla Apple Records a novembre 1973, e You and Me (Babe) vi appariva come ultima traccia, preceduta da Devil Woman, firmata Starkey-Poncia. Nelle litografie di Klaus Voorman apparse sul compact disc, il disegno per questo brano è un adulto che aiuta un bambino a scavalcare il muro. Con la ristampa su CD dell'album, questo pezzo non è più ultimo, poiché è seguito dalla bonus track It Don't Come Easy. La traccia non apparve in nessun'altra pubblicazione. La canzone venne anche tenuta brevemente in considerazione per la pubblicazione su un 45 giri.
Il monologo conclusivo fa notare, circa quattro anni dopo la loro separazione, la collaborazione fra gli ex-membri dei Beatles, sebbene non appaiano mai assieme in nessuna traccia. Il critico Ben Gerson del Rolling Stone Magazine, dopo averne lodato la coda, afferma che contiene le migliori linee chitarristiche di Harrison da anni, e l'annovera tra le migliori composizioni del 33 giri, assieme ad I'm the Greatest e Photograph.
Anche Robert Rodriguez ha lodato l'assolo di George, ma non il resto del brano, da lui definito sciropposo. Dello stesso parere è anche Simon Leng, che considera questa una composizione pigra ma adatta alla personalità da show-man di Starr, che non regge affatto il confronto con Photograph; Leng conclude affermando che George ha scritto il pezzo con il suo amico batterista nella mente, e che a lui non vengono bene i brani scritti "a comando".
Nel 1975, il tastierista David Hentschel pubblicò una versione strumentale su sintetizzatore dell'album Ringo, intitolata Sta*rtling Music; sebbene ci furono alcune modifiche rispetto alla setlist originale, You and Me rimase come brano conclusivo, e, sulla sua cover, è presente Phil Collins alla batteria. L'LP fu l'unico 33 giri pubblicato dalla Ring'O Records negli USA, un'etichetta fondata da Ringo Starr che ebbe una durata molto breve.

## Formazione
Dal booklet della ristampa su CD del 1991:
- Ringo Starr: voce, batteria
- George Harrison: chitarra elettrica
- Vini Poncia: chitarra acustica
- Nicky Hopkins: piano elettrico
- Milt Holland: marimba
- Musicisti non accreditati: corni, archi[16]